# Temnoplectron rotundum
Temnoplectron rotundum är en skalbaggsart som beskrevs av John Obadiah Westwood 1841. Temnoplectron rotundum ingår i släktet Temnoplectron och familjen bladhorningar. Inga underarter finns listade i Catalogue of Life.